# Sabre (computersysteem)
Sabre GDS is een Amerikaans realtime Globaal Distributie Systeem dat ontworpen is voor luchtvaartreserveringen (lijnvluchten). Later kwamen daar hotelboekingen, autoverhuur en chartervluchten bij.
Sabre is onderdeel van Sabre Holdings, dat ook eigenaar is van Travelocity, een van de drie grootste portalen voor reizen in de Verenigde Staten.
Als CRS (computerreserveringssysteem) valt Sabre onder de Europese CRS Code of Conduct (1989).

## Netwerk
Sabre Travel Network is net als Sabre Airline Solutions een dochtermaatschappij van Sabre Holdings, en werkt samen met de eigen internetportalen en verkoopkanalen, zoals Travelocity, Lastminute.com, Getthere.com, Nexion.com, SynXis,com, Jurni.com, Holidayautos.com, Showtickets.com, Site59.com, WCtravel.com en IgoUgo.com. Tevens zijn er internetportalen en CRS'en zoals Hotwire en Hitchhiker van derden op Sabre aangesloten.
Wereldwijd gebruiken meer dan 200 luchtvaartmaatschappijen de software. In de Aziatische en Australische markt werkt Sabre met partners zoals Axess GDS (Japan Airlines), Fantasia GDS (Quantas Airways), Abacus GDS (eigendom van Cathay Pacific Airways en Singapore Airlines) en Infini GDS (All Nippon Airways). Onder de naam Sabre Pacific (actief in het zuiden van de Grote Oceaan, inclusief Australië, Nieuw-Zeeland, Fiji en de Cookeilanden), is er een samenwerkingsverband tussen Sabre, Quantas Airways, Ansett Airlines, en Air New Zealand.
Een aantal luchtvaartmaatschappijen hebben het reserveringssysteem voor hun eigen maatschappij aan Sabre uitbesteed (Business process outsourcing). Voorbeelden zijn Alaska Airlines, American Airlines , Frontier Airlines, Hawaiian Airlines, Mesa Airlines en Midwest Airlines. De reserveringssystemen van SNCF (de Franse spoorwegen), Eurostar en Alitalia zijn gebaseerd op software van Sabre.
Sabre heeft een vaste verbinding met Atpco, een computersysteem dat een aantal keren per dag de laatste tarieven van de meeste luchtvaartmaatschappijen verstrekt. Leveranciers van vluchtgegevens zijn onder andere de leden van de allianties, Skyteam, Oneworld Alliance, en Star Alliance.
Sabre is lid van OTA, SITA Sc en IATA en klant van SITA Inc.

## Afbeelding van een van de verbindingen van "Sabre"
.

## Software
Het datacenter is gehuisvest in een ondergrondse bunker in Tulsa (Oklahoma, VS). Het Sabresysteem gebruikt het Capps- en Capps II-programma om passagiers die een mogelijk risico vormen uit te selecteren.
Reisbureaus kunnen met het realtime CRS-Direct Connect Availabilty prijzen en beschikbaarheid van de vluchten van luchtvaartmaatschappijen opvragen in de database van Sabre, hiermee reclame maken, en vooraf of bij opdracht, deze direct reserveren. Voor internetboekingen levert Sabre toegang tot de Sabre .Res Internet bookings Engine. Sabre levert tevens software zoals SITA aan luchtvaartmaatschappijen voor reserveringen, ticketafhandeling, en vertrekafhandeling.

## Privacy en transparantie
In globale distributiesystemen, zoals Amadeus GDS, Galileo GDS, Worldspan of Sabre, resulteert codesharing tot dezelfde vlucht met verschillende vluchtnummers.
Alle reserveringen die wereldwijd gemaakt worden met Sabre, worden opgeslagen in Tulsa (VS). De gegevens die hierbij opgeslagen worden, zijn derhalve, door het gebruik van Capps en Capps II, onder controle van de CIA en FBI. Privacy-organisaties maken zich zorgen om deze ontwikkeling, omdat niet duidelijk is welke gegevens er gebruikt worden door Capps en zijn opvolger Capps II.

## Geschiedenis
Het Sabre-systeem is ontwikkeld voor American Airlines in de jaren 50. In 1952 werd het Magnetronic Reservisor systeem (een reserveringssysteem) geïntroduceerd. Ten tijde van de testfase van Reservisor in 1953 zaten Blair Smith (topman van IBM) en C.R. Smith (president van American Airlines) naast elkaar op een vlucht van Los Angeles naar New York.
IBM was bezig met het project SAGE, dat gebruik maakte van grote computersystemen voor de communicatie tussen radarlocaties en de locaties van de raketverdedigingssystemen. SAGE was daarmee een van de eerste online systemen.
Het SAGE-systeem met teletypes zou ideaal kunnen zijn voor American Airlines. Binnen 30 dagen verzond IBM een voorstel aan American Airlines. Een gezamenlijk opgezet team ging aan de slag, en onderzocht de mogelijkheden van een elektronisch brein onder de naam Semi-Automatic Business Environment Research, ofwel SABER.
In 1957 werden de eerste contracten getekend voor de ontwikkeling van het systeem. Uiteindelijk ging de eerste versie werkend op twee IBM 7090 mainframes in 1960 online in de plaats Briarcliff Manor in de staat New York.
In 1964 werd de naam veranderd in Sabre, een acroniem voor Semi-Automated Booking and Reservation Environment. Acht jaar later werd het systeem overgezet op IBM S/360-mainframes op de huidige locatie Tulsa.
In 1976 werd het systeem uitgebreid naar reisagenten.
Met de expertise die IBM hiermee verkreeg, ontwikkelde het de systemen Deltamatic (Delta Air Lines) op een IBM 7094 mainframe en Panamac (Pan American World Airways) op een IBM 7080-mainframe. Uit deze systemen creëerde IBM in 1968 als standaard softwareproduct het PARS-systeem, dat op elk van de mainframes uit de IBM S/360-familie kon draaien. PARS werd later hernoemd naar ACP, het Airline Control Program.
Vanaf 1996 is Sabre zelfstandig en eigendom van Sabre Holdings. Volgens het United States Department of Transportation hebben de luchtvaartmaatschappijen geen meerderheidsbelang meer.